# MVB12A
MVB12A (англ. Multivesicular body subunit 12A) – білок, який кодується однойменним геном, розташованим у людей на короткому плечі 19-ї хромосоми. Довжина поліпептидного ланцюга білка становить 273 амінокислот, а молекулярна маса — 28 783.
| 10         |  | 20         |  | 30         |  | 40         |  | 50         |
| ---------- |  | ---------- |  | ---------- |  | ---------- |  | ---------- |
| MDPVPGTDSA |  | PLAGLAWSSA |  | SAPPPRGFSA |  | ISCTVEGAPA |  | SFGKSFAQKS |
| GYFLCLSSLG |  | SLENPQENVV |  | ADIQIVVDKS |  | PLPLGFSPVC |  | DPMDSKASVS |
| KKKRMCVKLL |  | PLGATDTAVF |  | DVRLSGKTKT |  | VPGYLRIGDM |  | GGFAIWCKKA |
| KAPRPVPKPR |  | GLSRDMQGLS |  | LDAASQPSKG |  | GLLERTASRL |  | GSRASTLRRN |
| DSIYEASSLY |  | GISAMDGVPF |  | TLHPRFEGKS |  | CSPLAFSAFG |  | DLTIKSLADI |
| EEEYNYGFVV |  | EKTAAARLPP |  | SVS        |  |            |  |            |

A: Аланін

C: Цистеїн

D: Аспарагінова кислота

E: Глутамінова кислота

F: Фенілаланін

G: Гліцин

H: Гістидин

I: Ізолейцин

K: Лізин

L: Лейцин

M: Метіонін

N: Аспарагін

P: Пролін

Q: Глутамін

R: Аргінін

S: Серин

T: Треонін

V: Валін

W: Триптофан

Кодований геном білок за функцією належить до фосфопротеїнів. 
Задіяний у таких біологічних процесах, як транспорт, транспорт білків, альтернативний сплайсинг. 
Локалізований у цитоплазмі, цитоскелеті, ядрі, мембрані, ендосомах.